# Kumulus
Kumulus fue un tipo de cohete sonda alemán de una sola etapa desarrollado a finales de los años 1950.
Desarrollado por la Sociedad Alemana de Cohetes, podía llevar cargas meteorológicas o biológicas, alcanzando velocidades de hasta 750 m/s y alturas de hasta 20 km. Se realizaron cinco lanzamientos de Kumulus, todos desde Cuxhaven, lanzamientos que cesaron con la prohibición por parte del gobierno alemán del lanzamiento de cohetes civiles en junio de 1964.

## Lanzamientos

### 1 de noviembre de 1959
Primer lanzamiento de un Kumulus. Alcanzó 15 km de altura y transportaba un radiotransmisor construido por el profesor Max Ehmert, del Instituto Max Planck, que no llegó a funcionar debido a que las baterías que lo alimentaban se enfriaron demasiado durante los preparativos del lanzamiento.

### 11-12 de febrero de 1961
Entre el 11 y el 12 de febrero (sábado y domingo) de 1961 se lanzaron cuatro Kumulus. Los lanzamientos del sábado alcanzaron 15 km de altura e impactaron a 15 y 30 km del punto de lanzamiento, cayendo al Mar del Norte. Uno de los cohetes lanzados el domingo alcanzó 19,75 km de altura, transportando una carga meteorológica construida por el Instituto Max Planck. Los lanzamientos fueron cubiertos por la televisión alemana.

### 16 de septiembre de 1961
Se lanzaron dos Kumulus, uno transportando una salamandra mexicana a la que se llamó Lotte, y que alcanzó 12 km de altura; y otro transportando un pez de acuario, bautizado como Max, que llegó a los 15 km .

## Especificaciones
- Carga útil: 5 kg
- Altura máxima: 20 km
- Empuje en despegue: 4,98 kN
- Masa total: 30 kg
- Diámetro: 0,15 m
- Longitud total: 3 m